# Пехливанян, Джордж
Джордж Пехливанян (англ. George Pehlivanian; род. 20 апреля 1964, Бейрут) — американский дирижёр армянского происхождения.
Сын оперной певицы Арпине Пехливанян. Музыкальный путь начался с обучения игры на фортепиано и скрипке в возрасте трёх лет.
В 1975 г. вместе с семьёй переехал из Ливана в Лос-Анджелес, учился игре на скрипке у Лорина Маазеля. В Лос-Анджелесе начал учиться дирижированию, играл в различных американских оркестрах. Учился у Пьера Булеза и Фердинанда Ляйтнера, а также в Академии Киджи.
В 1991 г. выиграл Безансонский международный конкурс молодых дирижёров.
В 1996—1999 гг. главный приглашённый дирижёр нидерландского Резиденц-оркестра, одновременно в 1996—2000 гг. занимал тот же пост в Венском камерном оркестре.
В 2005—2008 гг. возглавлял Симфонический оркестр Словенской филармонии, с которым записал несколько альбомов произведений словенских композиторов. Среди других заметных записей Пехливаняна — все произведения Ференца Листа для фортепиано с оркестром (пианист Луи Лорти и Резиденц-оркестр).
Постоянный оперный дирижёр, исполнял такие произведения, как «Травиата», «Тоска», «Человеческий голос» Франсиса Пуленка, «Отелло», «Сельская честь», «Джанни Скикки», «Пиковая дама», «Андре Шенье», «Севильский цирюльник», «Эрнани», «Йенуфа», «Борис Годунов» и др.